# Penicillium formosanum
Penicillium formosanum är en svampart som beskrevs av H.M. Hsieh, H.J. Su & Tzean 1987. Penicillium formosanum ingår i släktet Penicillium och familjen Trichocomaceae.   Inga underarter finns listade i Catalogue of Life.